# Byssocorticium neomexicanum
Byssocorticium neomexicanum är en svampart som beskrevs av Gilb. & Budington 1970. Byssocorticium neomexicanum ingår i släktet Byssocorticium och familjen Atheliaceae.   Inga underarter finns listade i Catalogue of Life.